# Заярский район
Заярский район — район, существовавший в Иркутской области РСФСР. Образован путём выделения из территории Братского района с началом строительства железной дороги Тайшет — Лена в 1946 году. Территория района располагалась в верхнем течении Ангары. К новому району отошли 32 населённых пункта, 5 сельсоветов (Больше-Мамырский, Кежемский, Лучихинский, Нижне-Суворовский, Париловский), один поселковый совет (Заярский). Центром района был рабочий посёлок Заярск.
На основании Указа Президиума Верховного Совета РСФСР от 15 июля 1953 года Заярский район вновь присоединили к Братскому району.